# Casa del carrer de Sant Josep, 26 (Caldes d'Estrac)
Casa del carrer de Sant Josep, 26 és una casa de Caldes d'Estrac (Maresme).

## Descripció
Casa unifamiliar de planta baixa, primera planta, i pati al davant. La superfície del solar és de 392 metres quadrats, mentre que la superfície construïda és de 447 metres quadrats, distribuïts entre vivenda de 420 i aparcament de 47. Es tracta d'un edifici cantoner, d'estil neoclàssic, amb mur reixat davanter amb merlets i porta lateral de ferro forjat decorada amb motius geomètrics i vegetals. La façana principal està orientada en sentit sud, de cara a la mar.
La façana principal presenta una porta de ferro en un marc quadrat de pedra, amb un fanal de mig cos adossat a la façana. A banda i banda de la porta trobem unes finestres de grans dimensions amb marc de pedra. La separació de plantes s'observa amb motllures horitzontals que travessen tota la façana.
Al primer pis trobem tres finestres del mateix estil de la planta baixa, i uns tendals carbasses a cadascuna d'elles. Hi ha una nova motllura horitzontal a l'avantsala de la part més alta de l'edificació, on trobem tres respiradors, tres desguassos d'aigua i al capdamunt la barana d'estil neoclàssic del terrat. Cada cantonada de la casa presenta grans carreus col·locats de forma asimètrica.
Les dues façanes laterals, orientades en sentit est i oest, mostren la mateixa estructura: planta baixa amb tres finestres quadrades, grans, amb marc i repeu de pedra, i persianes de fusta de doble fulla; i a la primera planta tres finestres més quadrades, grans, amb marc de pedra, sense repeu, però sí amb les mateixes persianes de fusta de doble full.

## Història
Casa de principis del segle XX de l'època de l'inici de l'estiueig a Caldes d'Estrac.